# Héroïne (1754)
L’Héroïne était une frégate construite par  Jean-Joseph Ginoux à Brest en 1752, et armée en 1753. Elle fut mise sur cale pendant la vague de construction qui sépare la fin de guerre de Succession d'Autriche (1748) du début de la guerre de Sept Ans (1755). Elle était équipée de vingt-six canons de 8 livres.

## Carrière
En 1755, alors que la guerre menaçait entre la France et l'Angleterre, l’Héroïne fut armée à Brest sous les ordres du capitaine Gabriel de Bory. Pour sa première mission, elle fut intégrée dans la petite escadre (6 vaisseaux et 3 frégates) aux ordres du lieutenant général Macnemara qui devait escorter 18 bâtiments portant des renforts pour le Canada (aux ordres, elle, de Dubois de La Motte). Les ordres de Macnemara étant de prendre le moins de risque possible face aux forces anglaises, il se contenta de faire une croisière sur les côtes avant de rentrer (3 mai-20 mai 1755), laissant Dubois de La Motte terminer seul la mission. La frégate échappa ensuite aux lourdes pertes française de la guerre de Sept Ans. 
En mai 1765, L’Héroïne était commandée par le comte de Grasse lorsqu'elle fit partie de la petite escadre de treize navires aux ordres de Du Chaffault (un vaisseau, 8 frégates, 2 chébecs, 2 galiotes à bombes) chargée d'aller bombarder les villes marocaines de Salé et Larache qui se livraient à la piraterie. En compagnie de deux autres frégates, elle détruisit un brigantin et deux navires qui avaient été capturés auparavant par les Maures. Lors du bombardement de Salé, un de ses canons, défectueux, explosa et tua ou blessa une quinzaine d’hommes. Le 27 juin, elle fournit des hommes, un canot et une chaloupe lors de la tentative de débarquement à Larache organisée par Du Chaffault. Cette tentative étant un grave échec, elle perdit sa chaloupe, ses occupants étant tués ou capturés.
L’Héroïne est mentionnée pour la dernière fois sur les listes de la marine en 1779, date où il semble qu'elle ait été retirée du service.